# Herrarnas singelsculler i rodd vid olympiska sommarspelen 2000
Herrarnas singelsculler i rodd vid olympiska sommarspelen 2000 avgjordes mellan den 17 och 23 september 2000.

## Medaljörer
| Gren          | Guld              | Silver            | Brons               |
| Singelsculler | Rob Waddell (NZL) | Xeno Müller (SUI) | Marcel Hacker (GER) |

## Resultat

### Heat

#### Heat 1
| Placering | Roddare              | Land           | Tid     | Noteringar |
| --------- | -------------------- | -------------- | ------- | ---------- |
| 1         | Derek Porter         | Kanada         | 7:02,24 | Q          |
| 2         | Matthew Wells        | Storbritannien | 7:07,76 | R          |
| 3         | Anderson Nocetti     | Brasilien      | 7:09,08 | R          |
| 4         | Mattia Righetti      | Italien        | 7:24,80 | R          |
| 5         | Jesús Huerta Ramírez | Mexiko         | 7:29,64 | R          |
| 6         | Vladimir Belonogov   | Kazakstan      | 7:34,66 | R          |

#### Heat 2
| Placering | Roddare                | Land         | Tid     | Noteringar |
| --------- | ---------------------- | ------------ | ------- | ---------- |
| 1         | Rob Waddell            | Nya Zeeland  | 6:54,20 | Q          |
| 2         | Ivo Janakiev           | Bulgarien    | 7:03,24 | R          |
| 3         | Andris Reinholds       | Lettland     | 7:06,28 | R          |
| 4         | Ján Žiška              | Slovakien    | 7:26,21 | R          |
| 5         | Benjamin Tolentino Jr. | Filippinerna | 7:29,86 | R          |
| 6         | Riadh Ben Khedher      | Tunisien     | 7:59,75 | R          |

#### Heat 3
| Placering | Roddare          | Land      | Tid     | Noteringar |
| --------- | ---------------- | --------- | ------- | ---------- |
| 1         | Marcel Hacker    | Tyskland  | 6:58,31 | Q          |
| 2         | Václav Chalupa   | Tjeckien  | 7:04,00 | R          |
| 3         | Jüri Jaanson     | Estland   | 7:06,58 | R          |
| 4         | Sergio Fernandez | Argentina | 7:20,65 | R          |
| 5         | Rafik Amrane     | Algeriet  | 7:44,48 | R          |
| 6         | Muhammad Akram   | Pakistan  | 7:54,71 | R          |

#### Heat 4
| Placering | Roddare          | Land          | Tid     | Noteringar |
| --------- | ---------------- | ------------- | ------- | ---------- |
| 1         | Xeno Müller      | Schweiz       | 6:57,38 | Q          |
| 2         | Gerard Egelmeers | Nederländerna | 7:05,48 | R          |
| 3         | Don Smith        | USA           | 7:10,34 | R          |
| 4         | Aly Ibrahim      | Egypten       | 7:21,32 | R          |
| 5         | Felipe Leal      | Chile         | 7:39,43 | R          |
| 6         | In-Soo Lee       | Sydkorea      | 7:53,84 | R          |

### Återkval

#### Återkval 1
| Placering | Roddare            | Land           | Tid     | Noteringar |
| --------- | ------------------ | -------------- | ------- | ---------- |
| 1         | Andris Reinholds   | Lettland       | 7:06,40 | A/B        |
| 2         | Matthew Wells      | Storbritannien | 7:08,19 | A/B        |
| 3         | Sergio Fernandez   | Argentina      | 7:13,68 | C/D        |
| 4         | Felipe Leal        | Chile          | 7:34,56 | C/D        |
| 5         | Vladimir Belonogov | Kazakstan      | 7:36,42 | C/D        |

#### Återkval 2
| Placering | Roddare              | Land      | Tid     | Noteringar |
| --------- | -------------------- | --------- | ------- | ---------- |
| 1         | Jüri Jaanson         | Estland   | 7:05,16 | A/B        |
| 2         | Ivo Janakiev         | Bulgarien | 7:09,22 | A/B        |
| 3         | Aly Ibrahim          | Egypten   | 7:13,10 | C/D        |
| 4         | Jesús Huerta Ramírez | Mexiko    | 7:31,93 | C/D        |
| 5         | Riadh Ben Khedher    | Tunisien  | 7:53,05 | C/D        |

#### Återkval 3
| Placering | Roddare                | Land         | Tid     | Noteringar |
| --------- | ---------------------- | ------------ | ------- | ---------- |
| 1         | Don Smith              | USA          | 7:11,83 | A/B        |
| 2         | Václav Chalupa         | Tjeckien     | 7:17,53 | A/B        |
| 3         | Mattia Righetti        | Italien      | 7:21,20 | C/D        |
| 4         | Benjamin Tolentino Jr. | Filippinerna | 7:29,03 | C/D        |
| 5         | Muhammad Akram         | Pakistan     | 7:51,50 | C/D        |

#### Återkval 4
| Placering | Roddare          | Land          | Tid     | Noteringar |
| --------- | ---------------- | ------------- | ------- | ---------- |
| 1         | Gerard Egelmeers | Nederländerna | 7:04,25 | A/B        |
| 2         | Ján Žiška        | Slovakien     | 7:14,31 | A/B        |
| 3         | Anderson Nocetti | Brasilien     | 7:22,13 | C/D        |
| 4         | Rafik Amrane     | Algeriet      | 7:42,19 | C/D        |
| 5         | In-Soo Lee       | Sydkorea      | 7:45,76 | C/D        |

### Semifinaler

#### Semifinaler C/D

##### Semifinal 1
| Placering | Roddare                | Land         | Tid     | Noteringar |
| --------- | ---------------------- | ------------ | ------- | ---------- |
| 1         | Anderson Nocetti       | Brasilien    | 7:12,97 | C          |
| 2         | Sergio Fernandez       | Argentina    | 7:21,46 | C          |
| 3         | Vladimir Belonogov     | Kazakstan    | 7:24,44 | C          |
| 4         | Benjamin Tolentino Jr. | Filippinerna | 7:29,86 | D          |
| 5         | Jesús Huerta Ramírez   | Mexiko       | 7:36,06 | D          |
| 6         | In-Soo Lee             | Sydkorea     | 7:40,03 | D          |

##### Semifinal 2
| Placering | Roddare           | Land     | Tid     | Noteringar |
| --------- | ----------------- | -------- | ------- | ---------- |
| 1         | Aly Ibrahim       | Egypten  | 7:17,06 | C          |
| 2         | Mattia Righetti   | Italien  | 7:20,78 | C          |
| 3         | Felipe Leal       | Chile    | 7:28,78 | C          |
| 4         | Rafik Amrane      | Algeriet | 7:38,51 | D          |
| 5         | Muhammad Akram    | Pakistan | 7:45,12 | D          |
| 6         | Riadh Ben Khedher | Tunisien | 7:47,86 | D          |

#### Semifinaler A/B

##### Semifinal 1
| Placering | Roddare          | Land           | Tid     | Noteringar |
| --------- | ---------------- | -------------- | ------- | ---------- |
| 1         | Rob Waddell      | Nya Zeeland    | 6:58,01 | A          |
| 2         | Derek Porter     | Kanada         | 7:00,82 | A          |
| 3         | Ivo Janakiev     | Bulgarien      | 7:03,89 | A          |
| 4         | Gerard Egelmeers | Nederländerna  | 7:07,14 | B          |
| 5         | Matthew Wells    | Storbritannien | 7:09,68 | B          |
| 6         | Don Smith        | USA            | 7:10,69 | B          |

##### Semifinal 2
| Placering | Roddare          | Land      | Tid     | Noteringar |
| --------- | ---------------- | --------- | ------- | ---------- |
| 1         | Xeno Müller      | Schweiz   | 7:01,86 | A          |
| 2         | Marcel Hacker    | Tyskland  | 7:03,47 | A          |
| 3         | Jüri Jaanson     | Estland   | 7:06,70 | A          |
| 4         | Andris Reinholds | Lettland  | 7:15,04 | B          |
| 5         | Ján Žiška        | Slovakien | 7:26,51 | B          |
| 6         | Václav Chalupa   | Tjeckien  | 7:30,28 | B          |

### Finaler

#### Final D
| Placering | Roddare                | Land         | Tid     | Noteringar |
| --------- | ---------------------- | ------------ | ------- | ---------- |
| 1         | Benjamin Tolentino Jr. | Filippinerna | 7:22,31 |            |
| 2         | Jesús Huerta Ramírez   | Mexiko       | 7:29,68 |            |
| 3         | Rafik Amrane           | Algeriet     | 7:35,66 |            |
| 4         | In-Soo Lee             | Sydkorea     | 7:37,31 |            |
| 5         | Riadh Ben Khedher      | Tunisien     | 7:54,45 |            |
| —         | Muhammad Akram         | Pakistan     |         | DNS        |

#### Final C
| Placering | Roddare            | Land      | Tid     | Noteringar |
| --------- | ------------------ | --------- | ------- | ---------- |
| 1         | Aly Ibrahim        | Egypten   | 7:01,44 |            |
| 2         | Anderson Nocetti   | Brasilien | 7:01,89 |            |
| 3         | Mattia Righetti    | Italien   | 7:08,16 |            |
| 4         | Sergio Fernandez   | Argentina | 7:09,43 |            |
| 5         | Vladimir Belonogov | Kazakstan | 7:21,44 |            |
| 6         | Felipe Leal        | Chile     | 7:44,48 |            |

#### Final B
| Placering | Roddare          | Land           | Tid     | Noteringar |
| --------- | ---------------- | -------------- | ------- | ---------- |
| 1         | Gerard Egelmeers | Nederländerna  | 6:55,29 |            |
| 2         | Don Smith        | USA            | 6:59,82 |            |
| 3         | Matthew Wells    | Storbritannien | 7:00,22 |            |
| 4         | Ján Žiška        | Slovakien      | 7:06,96 |            |
| —         | Václav Chalupa   | Tjeckien       |         | DNS        |
| —         | Andris Reinholds | Lettland       |         | DQ         |

#### Final A
| Placering | Roddare       | Land        | Tid     | Noteringar |
| --------- | ------------- | ----------- | ------- | ---------- |
| 1         | Rob Waddell   | Nya Zeeland | 6:48,90 |            |
| 2         | Xeno Müller   | Schweiz     | 6:50,55 |            |
| 3         | Marcel Hacker | Tyskland    | 6:50,83 |            |
| 4         | Derek Porter  | Kanada      | 6:51,10 |            |
| 5         | Ivo Janakiev  | Bulgarien   | 6:57,32 |            |
| 6         | Jüri Jaanson  | Estland     | 6:59,15 |            |